# Adenomera guarani
Adenomera guarani — вид жаб родини свистунових (Leptodactylidae). Описаний у 2023 році.

## Назва
Вид названо на честь гуарані — групи корінних народів, яка населяла в минулому величезний регіон Південної Америки, включаючи території, де зустрічається цей вид. Нині кілька корінних громад все ще живуть у віддалених районах. Однак мовою гуарані розмовляють жителі Парагваю та інших сусідніх країн, а також використовується для назви численних географічних об'єктів (наприклад, річок, водно-болотних угідь, пагорбів), тварин, рослин, селищ і міст.

## Поширення
Вид поширений у Парагваї, на півдні Бразилії та півночі Аргентини.

## Опис
Тіло завдовжки 20-26 мм.